# Clovia boitardi
Clovia boitardi is een halfvleugelig insect uit de familie Aphrophoridae. De wetenschappelijke naam van deze soort is voor het eerst geldig gepubliceerd in 1855 door Montrouzier.